# Toshinobu Saitō
Toshinobu Saitō (jap. 齋藤登志信 Saitō Toshinobu; ur. 8 listopada 1972 r. w Kaminoyama) – japoński kolarz torowy, srebrny medalista mistrzostw świata.

## Kariera
Największym sukcesem w karierze Toshinobu Saitō jest zdobycie wspólnie z Narihiro Inamurą srebrnego medalu w wyścigu tandemów podczas mistrzostw świata w Maebashi w 1990 roku. W wyścigu tym reprezentantów Japonii wyprzedził jedynie włoski duet Gianluca Capitano i Federico Paris. Był to jedyny medal wywalczony przez Saito na międzynarodowej imprezie tej rangi. Nigdy nie startował na igrzyskach olimpijskich.